# Ahmed Talbi
Pour les articles homonymes, voir Talbi.
Ahmed Talbi (né le 18 août 1981) est un footballeur marocain. Formé au formé au Renaissance de Berkane, il évolue au poste de milieu offensif.

## Carrière
- 2002-2005 :  Renaissance Berkane
- 2005-2009 :  Wydad Cablanca
- 2009- janvier 2012 :  Moghreb de Tétouan
- janvier 2012- janvier 2015 :  Renaissance Berkane[1]
- janvier 2015- juillet 2015 :  Sporting Club de Bruxelles
- juillet 2015- juillet 2016 :  Renaissance Club Schaerbeek
- juillet 2016- 2017 :  RC Relizane

## Palmarès
- Champion du Maroc en 2006 avec le Wydad de Casablanca
- Finaliste de la Coupe de l'UAFA en 2009 avec le Wydad de Casablanca